# 공전

공전(公轉, orbit)은 한 천체가 다른 천체 주위를 원이나 타원을 따라 도는 것을 말한다.
행성이 항성 주위를 도는 것 뿐만 아니라 은하 내의 항성들이 은공전 운동의 원천이 되는 중력원의 질량이 일정하다고 가정하면, 행성 공전주기의 제곱이 궤도장반경의 세제곱에 비례한다는 조화의 법칙이 성립된다. 은하 내부를 도는 항성의 공전 운동의 경우 은하 물질이 은하 중심부터 바깥 영역에 걸쳐 연속적으로 분포하고 있기 때문에, 항성의 공전 운동은 은하 중심에서 그 항성 위치까지 분포하는 은하 물질 전체에서 받는 중력에 의해 정해진다.하 중심에 대하여 도는 것도 공전이라고 부른다.

다만 공전 운동 중심에 항상 천체가 존재하지는 않는다. 예를 들면 질량 차이가 크지 않은 2개의 항성이 쌍성계를 구성하고 있는 경우, 항성계의 질량 중심은 두 별 사이의 공간에 존재한다.
공전의 주체는 항성이나 행성, 위성에 국한되지 않고 티끌이나 가스 등인 경우도 많이 있다. 태양계의 경우 목성, 토성, 천왕성의 고리는 먼지나 얼음 등이 작은 입자 형태로 되어 있으며 이런 입자들이 행성 주위를 돌고 있는 것으로 생각된다. 블랙홀의 경우 빨려 들어가는 물질이 블랙홀 주위에 강착 원반을 형성하여 공전 운동을 하고 있다.

## 예
은하계의 지구가 속한 태양계를 예로 들면  지구는 다른 행성 및 유성등과 함께 태양을 공전하고 있다.
한편 태양은 스스로 자전을 하지만 동시에 태양계 입장에서 이것은 자기 자신에 대해 공전을 의미한다고 볼 수도 있다. 하지만 태양은 또한 여전히 항성이기도 함으로 은하계를 중심으로 공전하고 있기도 하다.

## 같이 보기
- 자전